# Louis Erlo
Louis Erlo est un metteur en scène et directeur de scène lyrique français, né à Lyon le 26 avril 1929.
Il est successivement directeur de l'Opéra de Lyon (1969-1995), directeur de l'Opéra-Studio de Paris (1973-1979), directeur du Festival d'Aix-en-Provence (1982-1996).
Pour le Festival de Lyon en 1962, aux arènes de Fourvières, il met en scène, Œdipe roi de Jean Cocteau, avec chœur d’hommes et orchestre, les danseurs du ballet de Paris, les comédiens de la Comédie-Française et Jean Marais dans le rôle principal.
En 1983, il a joué un rôle actif dans le jury international qui a choisi l'architecte chargé de construire l'Opéra Bastille.
Pendant son passage à l'Opéra-Studio, il a contribué à révéler de nombreux jeunes talents lyriques français, dont le baryton Jean-Philippe Lafont.